# Kúdrine (Crimea)
|  | Per a altres significats, vegeu «Kúdrino». |

Kúdrine (en (ucraïnès): Кудрине) és un poble de la República Autònoma de Crimea a Ucraïna, que el 2014 tenia 185 habitants. Pertany al districte de Bakhtxissarai. Fins al 1948 la vila es deia Xurí.

## Població
Segons les dades del 2001 la composició de la població de la vila de Kúdrino d'acord amb la llengua que empren és la següent:
| Llengua  | %     |
| -------- | ----- |
| Rus      | 66,84 |
| Tàtar    | 29,08 |
| Ucraïnès | 3,57  |
| Belarús  | 0,51  |